# اچ‌دی ۸۲۶۶۸
اچ‌دی ۸۲۶۶۸ یک ستاره است که در صورت فلکی بادبان قرار دارد.